# Inn I Evighetens Mørke
Inn I Evighetens Mørke er en EP af det norske black metal-band Dimmu Borgir som blev udgivet i 1994 på 7" vinyl gennem Necromantic Gallery Productions.
Nummeret "Raabjørn Speiler Draugheimens Skodde" endte på bandets debutalbum For All Tid og blev genindspillet til ep'en Godless Savage Garden.
Sammen med fem andre norske bands ep'er blev denne føjet til en samling ved navn True Kings of Norway i 2000 af pladeselskabet Spikefarm Records

## Numre
1. "Inn I Evighetens Mørke (Del et)" – 4:25
2. "Inn I Evighetens Mørke (Del to)" – 1:58
3. "Raabjørn Speiler Draugheimens Skodde" – 4:51

## Musikere
- Stian Thorensen (Shagrath) – Trommer & Vokal
- Sven Atle Kopperud (Erkekjetter Silenoz) – Guitar & Vokal
- Kenneth Akesson (Tjodalv) – Guitar
- Pal Ivar (Brynjard Tristan) – Bas
- Stian Aarstad – Synthesizer, klaver & effekter